# Дюмануар, Пьер
Пьер Дюмануар (фр. Pierre Dumanoir le Pelley; 2 августа 1770 — 6 или 7 июля 1829, Париж) — французский адмирал, граф. Участник Египетской экспедиции Наполеона, во время которой командовал фрегатом, на котором во Францию вернулись маршалы Ланн, Мармон и Мюрат. Командовал авангардом в Трафальгарском сражении, после которого увел остатки флота и с которыми потерпел очередное поражения от англичан в бою у мыса Ортегаль.

## Биография
Родился 2 августа 1770 года в Гранвиле. Поступил на службу в качестве портового ученика (fr. élève de port) в 1787 году и служил на Антильских островах до 1790 г. Затем получил чин энсина и служил на фрегатах "Помона" и "Нереида", крейсируя вдоль Африки. Затем перешёл на флейт "Дромадер", направлявшийся в Кайенну.
Произведённый в лейтенанты, Дюмануар получил назначение в штаб адмирала Пьера Мартена, служил на линейном корабле "Санкюлот".
В 1795 году Дюмануар получил чин капитана, и получает под командование линейный корабль "Бервик", недавно захваченный у англичан. В составе эскадры контр-адмирала Жозефа де Ришери он перехватывает торговые корабли англичан в Средиземном море и у Ньюфаундленда.
В 1796 году Дюмануар командовал отрядом кораблей под началом контр-адмирала Буве в ирландской экспедиции (неудачной попытке поддержать восстание ирландцев).
В 1811 году был назначен командующим морской обороной Данцига. Во время осады Данцига русскими войсками действовал смело, в одной из стычек был ранен и попал в плен.
По возвращении из плена в 1814 году, в 1815 году был назначен командующим обороной Марселя. 27 января 1819 года получил звание вице-адмирала.